# Elaeocarpus flavescens
Elaeocarpus flavescens är en tvåhjärtbladig växtart som beskrevs av Schlechter. Elaeocarpus flavescens ingår i släktet Elaeocarpus och familjen Elaeocarpaceae. Inga underarter finns listade i Catalogue of Life.